# Guido Ianni
Guido Ianni (Montegallo, 27 giugno 1927 – 6 novembre 1997) è stato un politico italiano.

## Biografia
Impiegato, politicamente aderisce al Partito Comunista Italiano fin dalla giovane età. Nel 1976 viene eletto deputato con il PCI, confermando il proprio seggio alla Camera - sempre nella Circoscrizione Ancona-Pesaro-Macerata-Ascoli Piceno - anche alle elezioni politiche del 1979 e in quelle del 1983, restando in carica a Montecitorio fino al 1987.
Muore all'età di 70 anni, nel novembre 1997.